# Parc national de Dorob
Le parc national de Dorob (« terre sèche ») est une zone protégée située dans la région d'Erongo, le long de la côte centrale de la Namibie, qui s'étend sur 1600 km de longueur. Il a été classé parc national le 1ᵉʳ décembre 2010 en vertu de l'ordonnance n ° 4 sur la conservation de la nature de 1975. Avec le parc Namib-Naukluft, il couvre une superficie de 107 540 kilomètres carrés.
Le parc s'étend du delta de Kuiseb (au sud de Walvis Bay), au nord jusqu'à la rivière Ugab et à l'ouest de l' océan Atlantique jusqu'à ce qui était auparavant la zone de loisirs touristique nationale de la côte ouest. Quelque 75 espèces d'oiseaux affluent sur cette côte, avec près de 1,6 million d'oiseaux recensés sur la côte.

## Histoire
Avant que le parc ne soit déclaré parc national, dans le cadre de l'intention plus large de créer une zone protégée côtière continue, il s'appelait la réserve naturelle de Walvis Bay sous le ministère de la Conservation de la nature du Cap. Après que la Namibie est devenue un pays indépendant, la réserve est devenue une partie du territoire namibien dans le cadre de l'enclave de Walvis Bay. Il y a eu une proposition pour nommer la réserve Parc National de Walvis Bay qui s'est avérée infructueuse et finalement la partie centrale de la zone côtière a été nommée Parc National de Dorob. Alors que la lagune de Walvis Bay, un site Ramsar, et la ceinture de dunes et de plaines de gravier qui s'étendent entre les rivières Swakop et Kuiseb à l'ouest du parc Namib-Naukluft sont incluses, Swakopmund, Henties Bay et Wlotzkasbaken sont exclus. D'autres exclusions sont une ligne de chemin de fer, certaines routes de chemins majeurs et mineurs, certaines routes de district ainsi que certaines fermes.
National Geographic a déclaré en juin 2011 qu'« avec la création du parc national de Dorob en décembre 2010, le littoral allant de la rivière Kunene, à la frontière angolaise, jusqu'au fleuve Orange, à la frontière sud-africaine, constituait une barrière presque solide de parcs. Tous les éléments étaient en place pour ce qui pourrait être désigné parc national de la Namib-Skeleton Coast, un mégaparc côtier unique.
L'autoroute Trans-Kalahari traverse le parc et plusieurs villes minières, de pêche et industrielles sont situées sur cette route.
Il a été rapporté que le tournage dans le parc en 2012 pour la suite de Mad Max, Fury Road, avait causé des dommages importants à l'habitat du parc,.

## Faune

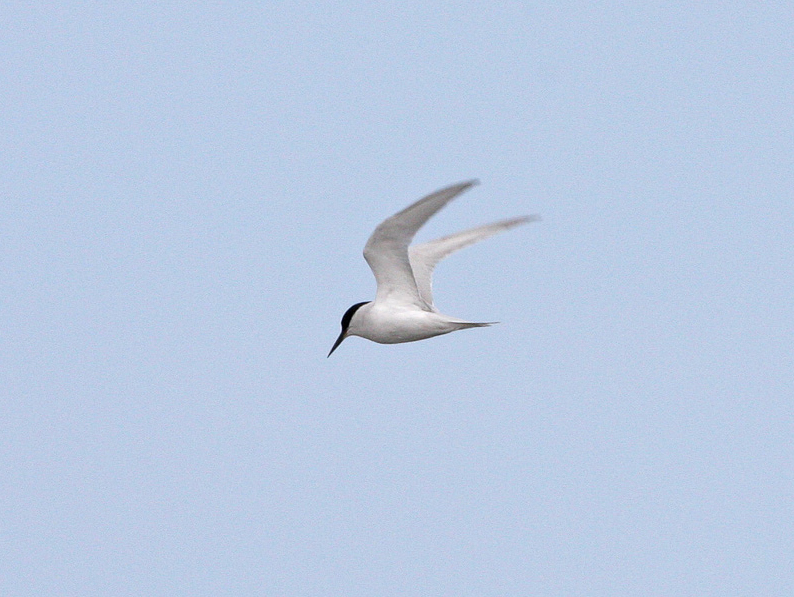
Sterne Damara (Sternula balaenarum) dans le parc

Ce parc possède « une ceinture de dunes côtières spectaculaire, de vastes plaines de gravier, la zone côtière la plus riche de Namibie en oiseaux, une riche diversité botanique et de grands systèmes fluviaux éphémères et leurs embouchures ». La côte centrale de 1 600 km, qui comprend le parc national du Dorob, est une zone de désert hyper aride. Quelque 75 espèces d'oiseaux affluent sur cette côte, avec près de 1,6 million d'oiseaux recensés sur la côte. BirdLife International a donc inclus le parc dans la catégorie des zones importantes pour la conservation des oiseaux. La Sterne Damara ( Sternula balaenarum ), une espèce de sterne de la famille des Sternidae, un oiseau marin reproducteur endémique de Namibie, est considérée comme une espèce phare de la zone côtière et se trouve dans le parc, bien que les individus non reproducteurs migrent vers le nord en hiver. Certains champs de lichens font également partie de cet environnement protégé.

## Mesures de conservation
Bien que le tourisme et les activités sportives et récréatives soient autorisés dans les zones non sensibles, l'objectif fondamental de la déclaration du parc national est de mettre en œuvre des mesures de conservation. Pour maintenir cet objectif, plusieurs lois et lignes directrices ont été élaborées. Les lois sont particulières au tourisme et aux activités sportives et récréatives.
Il est interdit aux aéronefs motorisés de voler en dessous de l'altitude de 1 km à moins d'effectuer la séquence de décollage ou d'atterrissage. Toutes les activités commerciales, de construction et de compétition au sein du parc sont interdites, sauf si l'organisateur a obtenu une autorisation préalable sous la forme d'un permis du « Ministère de l'Environnement et du Tourisme ». Il est expressément interdit de nourrir, contenir, chasser, chasser, blesser ou tuer tout animal, de même que la destruction ou la collecte de tout objet considéré comme ayant « un intérêt botanique, zoologique, géologique, archéologique, historique ou tout autre intérêt scientifique ».
Concernant l'aspect gestion de ce parc unique, le co-coordinateur du projet de conservation et de gestion de la côte namibienne (NACOMA), Rod Braby, a déclaré que « le parc national de Dorob est géré comme un grand système ouvert avec des connexions avec le milieu marin, côtier, et les zones d'escarpement. Et le parc est géré de manière à prévenir et à minimiser les dommages causés aux habitats importants tout en visant la santé, la productivité et l'adaptation au changement climatique à long terme.
Comme le parc ne peut être utilisé à des fins touristiques et récréatives que dans des zones restreintes, il a été divisé en zones. Les zones identifiées sont : les sites de reproduction de la sterne Damara, les plaines de gravier, les zones importantes pour les oiseaux, le delta de Kuiseb, Sandwich Harbour, la rivière Swakop, le delta de Tsumas, la lagune de Walvis Bay, les zones d'observation des oiseaux et les champs de lichens. "

## Les références
1. ↑  Shangula, « Dorob National Park » [archive du 29 août 2013], Henties Bay Tourism Association
2. 1 2 3 4 5 6  « A park of extremes – Dorob National Park » [archive du 13 septembre 2014], Travel News.Com, 2 août 2012 (consulté le 6 mai 2013).
3. 1 2 3 4  « Dorob National Park », Travel News Namibi.com (consulté le 6 mai 2013)
4. 1 2  « The unique Dorob National Park caters for conservation and leisure activities alike » [archive du 26 mars 2012], Namibian Coast Conservation and Management Project
5. ↑  « Namibia's Coastal Parks » [archive du 8 janvier 2021], National Geographic, juin 2011 (consulté le 5 mai 2013)
6. ↑  Nastasya Tay, « Mad Max: Fury Road sparks real-life fury with claims of damage to desert », The Guardian,‎ 5 mars 2013 (lire en ligne [archive du 2 décembre 2016], consulté le 16 mai 2013)
7. ↑  « Mad Max Sequel Filmmakers Accused of Destroying Namibian Desert », WENN,‎ 5 mars 2013 (lire en ligne [archive du 30 juin 2013], consulté le 16 mai 2013)